# NGC 3529
NGC 3529 је спирална галаксија у сазвежђу Пехар која се налази на NGC листи објеката дубоког неба.
Деклинација објекта је - 19° 33' 22" а ректасцензија 11h 7m 19,2s. Привидна величина (магнитуда) објекта NGC 3529 износи 13,1 а фотографска магнитуда 13,9. NGC 3529 је још познат и под ознакама IC 2625, ESO 570-7, MCG -3-28-38, IRAS 11048-1917, PGC 33671.